# Бурешова-Лоукотова, Михаэла
Михаэла Бурешова-Лоукотова (чеш. Michaela Burešová-Loukotová; род. 16 августа 1967[…], Брно) — чехословацкая гребчиха, выступавшая за сборную Чехословакии по академической гребле в 1984—1992 годах. Победительница и призёрка первенств национального значения, участница двух летних Олимпийских игр.

## Биография
Михаэла Лоукотова родилась 16 августа 1967 года в городе Брно, Чехословакия. Проходила подготовку в местном гребном клубе.
Впервые заявила о себе в академической гребле на международном уровне в сезоне 1984 года, когда вошла в состав чехословацкой национальной сборной и выступила на юниорском мировом первенстве в Йёнчёпинге, где в зачёте парных четвёрок стала четвёртой.
Благодаря череде удачных выступлений удостоилась права защищать честь страны на летних Олимпийских играх 1988 года в Сеуле. В одиночках преодолела предварительный квалификационной этап, тогда как на стадии полуфиналов отобралась в утешительный финал В — расположилась в итоговом протоколе соревнований на 12-й строке.
В 1989 году в парных двойках стала четвёртой на чемпионате мира в Бледе.
В 1990 году на чемпионате мира в Тасмании показала седьмой результата в той же дисциплине.
В 1991 году была шестой в парных четвёрках на чемпионате мира в Вене.
Находясь в числе лидеров чехословацкой гребной команды, благополучно прошла отбор на Олимпийские игры 1992 года в Барселоне. На сей раз в составе парного экипажа-четвёрки, куда также вошли гребчихи Любица Новотникова, Гана Кафкова и Ирена Соукупова, финишировала на предварительном квалификационном этапе третьей, но через дополнительный отборочный заезд всё же прошла в главный финал А, где в конечном счёте показала шестой результат.
После разделения Чехословакии Бурешова-Лоукотова больше не показывала сколько-нибудь значимых результатов в академической гребле на международной арене.